# 바니스 뉴욕
바니스 뉴욕(Barneys New York)은 미국의 고급 백화점 체인이다. 뉴욕 맨해튼의 본점을 비롯해 베벌리힐스, 시카고, 보스턴 등의 지역에 대형 매장이 있다. 또한 비교적 캐주얼한 소규모 점포도 전개되고 있다. 경쟁 고급 백화점 체인으로 색스 피프스 애비뉴, 버그도프 굿먼, 네이먼 마커스, 로드 & 테일러, 블루밍데일스 등이 있다.
일본에서 라이센스권을 취득하여 일본 내에 7개 점포가 있다.

## 같이 보기
- 색스 피프스 애비뉴
- 버그도프 굿먼
- 니먼 마커스